# Valdemar Birgersson af Sverige
Valdemar Birgersson (født ca. 1243, død 26. december 1302 på Nyköpingshus) var konge af Sverige 1250-1275. Han var søn af Birger Jarl og Ingeborg Eriksdotter af Sverige. Man kan sige at han var den første konge af Sverige, da de stridende småriger blev forenet på Birger Jarls tid.
Han fulgte som syvårig sin morbror Erik Eriksson som konge 1250, da Erikslægten var den mægtigste slægt. Hans farfar var folkungen Magnus Minnisköld, som faldt i et slag mod Sverkerslægten. Hans farmor var Ingrid Ylva, sønnedatter af Sverker den ældre. Hans morfar var Erik Knutsson af Sverige, og hans mormor Rikissa af Danmark, datter af Valdemar den Store. Han blev kronet i Linköpings domkirke 1251. De første 16 år var hans far Birger Jarl den faktiske regent, og under dennes styre indførtes de såkaldte fredslove som regulerede hjemmefreden, kirkefreden, tingsfreden og kvindefreden.
I 1251 gjorde tronprætendenterne Filip Knutsson og Filip Magnusson oprør og samlede en hær af nordmænd og tyske lejesoldater, men de tabte til Birger Jarl i slaget ved Herrvadsbro i Västmanland. Oprørerne og de fleste soldater blev henrettet.
Valdemar kom i en en arvestrid med sine brødre Magnus (Magnus Ladelås) og Erik. Striden slog ud i lys lue, da Valdemar 1274 kom hjem fra en pilgrimsfærd til Rom. År 1275 brød Magnus og Erik helt med Valdemar og søgte støtte hos Erik Klipping i Danmark, som de fik. Understøttet af en dansk hær trængte de ind i Västergötland under krigen mod Valdemar Birgersson. Med hjælp af 100 lejede danske ryttere (ifølge nogle kilder 700) besejredes Valdemar i slaget ved Hova (1275) i Västergötland, hvorefter Valdemar blev tvunget til at flygte til Norge, og Magnus valgtes til konge.
Gift 1260 i Jönköping med Sophie af Danmark.
Børn:
1. Ingeborg Valdemarsdotter af Sverige (1263 – 1292)
2. Erik Valdemarsson af Sverige (1272 – 1330)
3. Marina Valdemarsdotter af Sverige
4. Rikissa Valdemarsdotter af Sverige
5. Katarina Valdemarsdotter af Sverige (- 1283)
6. Margareta Valdemarsdotter af Sverige

Valdemar havde flere kendte elskerinder. Den første var hustruens søster Jutta af Danmark (Erik Plovpennings datter) med hvem han fik en søn. Den sidste hed Lukardis, og med hende blev han formentlig gift.